# Battaglia di Lalakaon
La battaglia di Lalakaon (Μάχη τοῦ Λαλακάοντος), o battaglia di Porson (Μάχη τοῦ Πό(ρ)σωνος) si combatté nell'863 tra le forze dell'Impero Bizantino e un esercito califfale musulmano, che aveva invaso la regione della Paflagonia (nell'odierna Turchia settentrionale). L'esercito bizantino era guidato dallo zio dell'Imperatore Michele III, Petronas, anche se fonti arabo-islamiche menzionano la presenza dell'Imperatore stesso, mentre i musulmani erano guidati dall'Emiro di Melitene, ʿUmar ibn ʿAbdallāh ibn Marwān (anche menzionato nelle fonti come Umar al-Aqta e nei testi bizantini come Amer o Ambros).
Costui fu in grado di fronteggiare l'iniziale resistenza bizantina contro il suo attacco e di giungere fino al Mar Nero. I Bizantini tuttavia mobilitarono le loro forze e l'esercito califfale fu circondato presso il fiume Lalakaon. La battaglia che ne seguì (3 settembre 863) si concluse con una completa vittoria per l'esercito bizantino e con la morte dell'Emiro sul campo di battaglia, e fu seguita da un contrattacco condotto con successo al di là del confine.
Le vittorie bizantine si dimostrarono decisive: le principali minacce ai confini dell'Impero furono eliminate, e cominciò il contrattacco bizantino in Oriente, che culminò nelle grandi riconquiste del X secolo, con Niceforo Foca, Giovanni Zimisce e Basilio II.
La vittoria bizantina ebbe un'altra conseguenza: la sospensione della continua pressione islamica sulla frontiera orientale, che permise al governo bizantino di concentrarsi sulla sua politica europea, e in particolare sulla confinante Bulgaria. I Bulgari furono così portati a convertirsi al Cristianesimo e portati nella sfera culturale dell'Impero.

## Contesto storico
In seguito alle rapide conquiste islamiche del VII secolo, l'Impero bizantino si trovò confinato in Asia Minore, nelle coste meridionali dei Balcani, e in parti dell'Italia. Poiché Bisanzio era rimasto il principale nemico non islamico del Califfato, le incursioni arabe in Asia Minore continuarono per tutto l'VIII e il IX secolo. Queste spedizioni, lanciate dalle basi sulla zona di frontiera araba quasi ogni anno, acquisirono un carattere quasi ritualizzato come parte del jihād musulmano.
Nel corso di questo periodo, i Bizantini erano generalmente sulla difensiva, e soffrirono alcune sconfitte catastrofiche come il sacco di Amorio, la città di cui era originaria la dinastia bizantina regnante, nell'838. Nonostante ciò, con l'indebolimento del potere del Califfato abbaside dopo il 842 e l'ascesa di emirati semi-indipendenti lungo la frontiera orientale bizantina, i Bizantini furono in misura sempre crescente in grado di prendere l'offensiva.
Nel corso degli anni cinquanta del IX secolo, le minacce più persistenti all'Impero erano l'emirato di Melitene (Malatya) sotto Umar al-Aqta, l'emirato di Tarso sotto 'Alī ibn Yaḥyā al-Armanī ("Ali l'Armeno"), l'emirato di Qaliqala (Teodosiopoli, moderna Erzurum) e i Pauliciani di Tephrike sotto il loro capo Karbeas. Melitene, in particolare, era una minaccia importante per Bisanzio in quanto la sua ubicazione sul lato occidentale della catena montuosa dell'Anti-Tauro permetteva accesso diretto al plateau anatolico. Un'indicazione della minaccia posta da questi stati giunse nell'860, quando le loro azioni combinate risultarono in un anno pieno di sconfitte militari per i Bizantini: Umar e Karbeas penetrarono profondamente in Asia Minore e ritornarono con un ricco bottino; il loro attacco fu seguito immediatamente da un'ulteriore incursione dell'esercito di Tarso sotto Ali, mentre un attacco navale dalla Siria saccheggiò l'importante base navale bizantina ad Attaleia.

## Invasione araba del 863

Mappa dell'Asia Minore bizantina e della regione di frontiera arabo-bizantina a metà del IX secolo

Nell'estate 863, Umar unì le forze con il generale abbaside Ja'far ibn Dinar al-Khayyat (probabilmente il governatore di Tarso) per un'incursione vittoriosa in Cappadocia. Gli Arabi attraversarono le Porte Cilicie invadendo il territorio bizantino e saccheggiandolo, fino a quando non raggiunsero un luogo nelle vicinanze di Tyana. Giunti in quel luogo, l'armata di Tarso ritornò in patria. Le forze di Umar rappresentavano il grosso della forza militare dell'emirato, ma la loro dimensione è ignota: lo storico coevo musulmano Ya'qubi afferma che Umar avesse a disposizione 8 000 uomini, mentre gli storici bizantini Genesio e Teofane Continuato accrescono le dimensioni dell'armata araba a 40 000 uomini. Il bizantinista John Haldon considera la prima cifra quella più vicina alla realtà, e stima le dimensioni dell'intero esercito arabo a 15 000–20 000 uomini. È probabile che vi fosse anche un contingente pauliciano condotto da Karbeas.
Dalla parte bizantina, l'Imperatore Michele III aveva assembrato la sua armata per contrastare le incursioni arabe, e si scontrò con l'esercito invasore in una battaglia nei pressi di una regione chiamata Marj al-Usquf ("Prato del Vescovo") dalle fonti arabe, nei pressi di Malakopeia, a nord di Nazianzo. La battaglia vide pesanti perdite da entrambe le parti; secondo lo storico persiano al-Tabari, solo un migliaio di soldati dell'esercito di Umar sopravvisse. Nonostante tutto, gli Arabi riuscirono a sfuggire ai Bizantini e continuarono la loro incursione a nord invadendo l'Armeniakon, raggiungendo il Mar Nero e saccheggiando la città portuale di Amisos. Gli storici bizantini narrano che Umar, arrabbiato perché il mare bloccava la sua avanzata, ordinò che esso venisse frustrato, ma questo aneddoto fu probabilmente ispirato da un aneddoto simile riguardante Serse nel corso delle guerre persiane.

## Battaglia
Non appena Michele III apprese della caduta di Amisos, ordinò l'assembramento di un'ingente armata (al-Tabari fornisce la cifra di 50 000 uomini) sotto il comando di suo zio Petronas, il Domestico delle Scholae, e Nasar, lo stratēgos dei Boukellarion. Al-Tabari narra che l'Imperatore stesso assunse il comando di queste truppe, ma in ciò non è confermato dalle fonti bizantine. A causa del pregiudizio negativo contro Michele III provato dagli storici bizantini in attività all'epoca della Dinastia macedone, questa potrebbe essere un'omissione deliberata. Le forze raccolte provenivano da tutto l'Impero bizantino. Tre armate separate furono formate e convergerono sugli Arabi: un'armata bizantina settentrionale composta dalle forze dei themata sul Mar Nero degli Armeniaci, Bucellari, Koloneia e Paflagonia; un'armata meridionale, probabilmente quella che aveva già combattuto al Prato del Vescovo l'esercito arabo, composto dai themata Anatolico, Opsiciano e Cappadociano, oltre che dalle kleisourai (distretti di frontiera) di Seleukeia e Charsianon; e l'armata occidentale, sotto il comando di Petronas stesso, comprendente le truppe dei themata Macedoniano,Traciano e dei Tracesiani e dei tagmata imperiali della capitale.
La coordinazione di tutte queste armate non fu facile, ma gli eserciti bizantini, marciando da tre direzioni, furono in grado di convergere lo stesso giorno (2 settembre) e circondare l'inferiore esercito di Umar in un sito chiamato Poson (Πόσων) o Porson (Πόρσων) nei pressi del fiume Lalakaon. L'esatta ubicazione del fiume e del sito della battaglia non sono stati identificati, ma la maggior parte degli studiosi concorda che essi giacessero nei pressi del fiume Halys, a circa 130 km a sudest di Amisos. Con l'avvicinarsi delle truppe bizantine, l'unica via di fuga aperta lasciata all'Emiro e ai suoi uomini era dominata da una collina dalla posizione strategica. Nel corso della notte, sia gli Arabi che i Bizantini tentarono di occuparla, ma i Bizantini uscirono vincitori dallo scontro. Il giorno successivo, il 3 settembre, Umar decise di marciare con l'intera armata verso ovest, dove si trovava Petronas, tentando di sfondare le linee. I Bizantini, tuttavia, si tennero fermi, dando il tempo alle altre due ali bizantine di avvicinarsi e attaccare i fianchi e la retroguardia esposti dell'esercito arabo. La rotta fu completa, in quanto la maggior parte dell'esercito arabo e lo stesso Umar caddero sul campo. Le perdite probabilmente comprendevano il capo dei Pauliciani Karbeas: anche se la partecipazione di quest'ultimo alla battaglia è incerta, si narra che perì in quello stesso anno.
Solo il figlio dell'Emiro, alla testa di una piccola armata, riuscì a fuggire dal campo di battaglia, dirigendosi a sud verso la zona di frontiera di Charsianon. Fu, tuttavia, inseguito da Machairas, il kleisourarchēs di Charsianon, e fu sconfitto e catturato con molti dei suoi uomini.

## Conseguenze

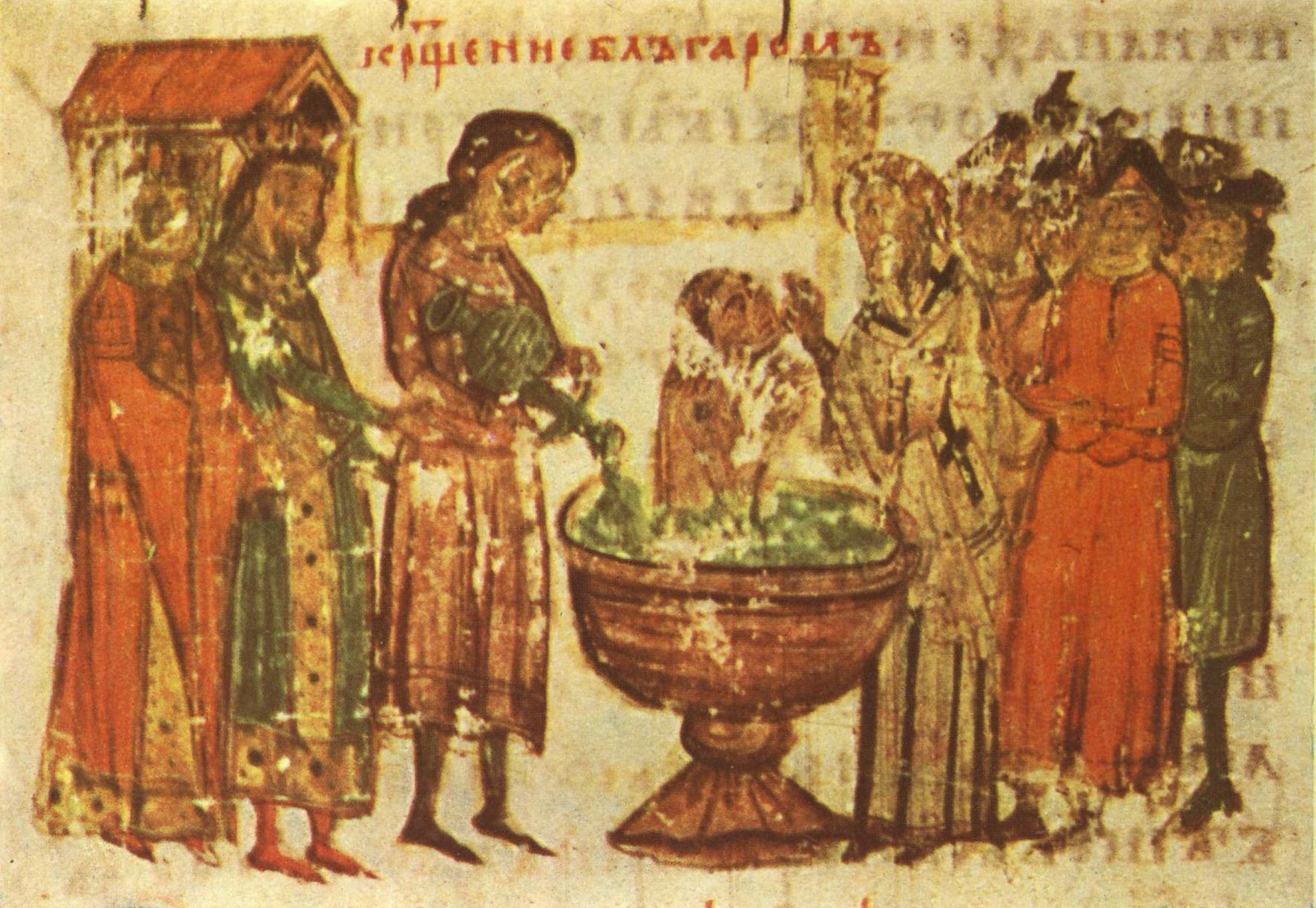
Il successo della Battaglia di Lalakaon e delle operazioni successive consentì all'Impero di concentrare le proprie forze contro i Bulgari, conducendo alla loro vittoriosa Cristianizzazione. Raffigurazione del battesimo dei Bulgari dalla Cronaca di Manasse.

I Bizantini si mossero rapidamente per sfruttare la loro vittoria: un'armata bizantina invase l'Armenia araba, e intorno a ottobre o a novembre, sconfisse e uccise l'emiro Ali ibn Yahya. Pertanto, in un solo anno di campagne militari, i Bizantini avevano sconfitto i tre avversari più pericolosi sulla frontiera orientale. In retrospettiva, questi successi si rivelarono decisivi, in quanto la battaglia distrusse permanentemente la potenza militare di Melitene. La vittoria bizantina a Lalakaon alterò l'equilibrio strategico nella regione, e segnò l'inizio dell'offensiva bizantina in Oriente.
L'importanza di queste vittorie non fu sottovalutata a quell'epoca: i Bizantini la celebrarono come vendetta per il sacco di Amorio avvenuto 25 anni prima, ai generali vittoriosi fu concessa un'entrata trionfale a Costantinopoli, e furono indette celebrazioni speciali per festeggiare la vittoria. Petronas ottenne l'alto titolo di corte di magistros, e la kleisoura di Charsianon fu promossa a thema. Dalla parte musulmana, al-Tabari narra che la notizia della caduta in battaglia di Umar e Ali—"forti difensori dell'Islam, uomini di grande coraggio che ricevettero enormi lodi presso i distretti di frontiera dove avevano servito"—provocò grande sconforto a Baghdad e in altre città, culminando in rivolte e saccheggi. Come commenta Tabari, tuttavia, mentre le donazioni private e l'arruolamento di volontari per il jihād procedevano sulla zona di frontiera, "le autorità centrali [non erano] preparate a inviare una forza militare contro i Bizantini per conto loro in quei giorni" a causa dei conflitti interni nel Califfato.
La rimozione della minaccia orientale consentì ai Bizantini di concentrarsi in Occidente, dove il sovrano bulgaro Boris I (r. 852–889) stava negoziando con il Papa e con Ludovico II il Germanico (r. 817–876) per una possibile conversione sua e del suo popolo pagano al Cristianesimo. Questa espansione dell'influenza ecclesiastica di Roma fino a quasi le porte di Costantinopoli non poteva essere tollerata dal governo bizantino. Nel 864, le vittoriose armate orientali furono trasferite in Europa e invasero la Bulgaria, in una dimostrazione di potenza militare che convinse Boris I ad accettare i missionari bizantini. Boris fu battezzato, prendendo come nuovo nome Michele in onore dell'Imperatore bizantino, segnando così l'inizio della Cristianizzazione della Bulgaria e dell'assorbimento della propria nazione al mondo ortodosso-orientale, sotto l'influenza bizantina.
Secondo il bizantinista francese Henri Grégoire, il successo bizantino sugli Arabi culminato con la Battaglia di Lalakaon ispirò la creazione di uno dei più vecchi poemi eroici acritici sopravvissuti: la Canzone di Armouris. Grégoire sostenne la tesi che il protagonista eponimo, il giovane guerriero bizantino Armouris, fosse in realtà ispirato all'Imperatore Michele III. Una battaglia del ciclo eroico bizantino di Digenis Akritas sembra ispirarsi anch'essa agli eventi di Lalakaon, in quanto l'eroe eponimo circonda un esercito arabo nei pressi di Malakopeia. Forti influenze possono essere trovate anche in episodi dei cicli epici arabi, e successivamente turchi, su Battal Ghazi, e persino in un episodio delle Mille e una notte.